# Vyhnatová
Vyhnatová (1283 m n.p.m.) – trzeci co do wysokości szczyt w grupie górskiej Gór Kremnickich w Centralnych Karpatach Zachodnich na Słowacji.

## Położenie
Vyhnatová leży w centralnej części najwyższej części Gór Kremnickich, tzw. Grzbietu Flochowej (słow. Flochovský chrbát), pomiędzy Przełęczą Kordicką (1117 m n.p.m.) na północy a przełęczą Tunel na południu.

## Turystyka
Wierzchołek Vyhnatovej oferuje rozległą, prawie dookolną panoramę. Przez jej szczyt biegną czerwone znaki dalekobieżnego szlaku turystycznego, zwanego Szlakiem Bohaterów Słowackiego Powstania Narodowego (słow. Cesta hrdinov SNP):
- na przełęcz Tunel 15 min. (z powrotem 25 min.);
- na Przełęcz Kordicką 30 min. (z powrotem 45 min.).